# Уджебтен
Уджебтен (III тис. до н. е. ) — давньоєгипетська цариця часів VI династії.

## Життєпис
Походила зі знатного роду, але не належала до правлячої династії. Була дружиною фараона Пепі II. В цьому статусі отримала титули Та, хто бачить Гора і Сета, Велика зі скіпетром «хетес», Дружина Царя, Кохана дружина царя Менанх-Неферкара, Служителька Гора, Улюблена дружина для Двох Володарок.
У цариці був свій власний невеликий пірамідальний комплекс з південно-східної сторони піраміди Пепі II в Південній Саккарі, який за своїм стилем і плануванні аналогічний з гробницями двох інших дружин цього царя. В даний час майже зруйнована піраміда Уджебтен має бік 23,9 м завдовжки в порівнянні з початковими 25,6 м; стіни похоронної камери і, ймовірно, вхідного коридору були колись рясно прикрашені «текстами пірамід».
Поховальний храм має досить скромний вестибюль, невеликий відкритий двір і святилище для поховальних підношень. Тут збереглися дрібні рельєфи (образи цариці, сцени полювання, леви і т. д.), якими прикрашені стіни святилища, красиві вапнякові «хибні» двері і велика жертовна плита з алебастру.
До комплексу цариці входить крихітна культова піраміда і зовнішній двір, де розташовувалися житлові споруди з цегли для представників місцевого жрецтва і різні другорядні гробниці. Те, що ці невеликі будівлі належали до пірамідальному комплексу Уджебтен вказують виявлені тут написи, в яких йдеться про династію жерців, котрі прислужували тут. Весь комплекс було оточено двома стінами, а в одному з написів йдеться, що вершина піраміди Уджебтен була зроблена з золота.